# Ubi societas, ibi ius
Ubi societas, ibi ius è una locuzione in latino che significa "dove c'è una società, lì vi è il diritto". Qualsiasi società (istituzione o ordinamento) non può esistere senza darsi un diritto, e non può esserci diritto senza un'organizzazione sociale sottostante.
La locuzione potrebbe a prima vista sembrare di origine romanistica, tuttavia già nel 1924 il filosofo del diritto Alessandro Levi, nel saggio Ubi societas ibi ius, esordiva nel seguente modo:
Come rileva Renato Federici, la formula Ubi societas, ibi ius; ubi ius, ibi societas fu usata da Santi Romano nella prima edizione dell'opera sua più celebre: L'ordinamento giuridico del 1917. In questa costruzione teorica, il concetto insito nella formula Ubi societas, ibi ius (dove esiste una società lì domina il diritto) assume un rilievo fondamentale. Infatti, per il Santi Romano le organizzazioni umane (ovvero le istituzioni) hanno creato le prime norme e non viceversa. Alle fondamenta di detta tesi ci sono, dunque, le due asserzioni: Ubi societas, ibi ius (laddove si forma una società lì domina il diritto) e ubi ius, ibi societas (ovunque campeggi il diritto ivi esiste una società).
«Il diritto prima di essere norma, prima di essere un semplice rapporto o una serie di rapporti sociali, è organizzazione». E quindi «ogni ordinamento giuridico è un'istituzione, e viceversa ogni istituzione è un ordinamento giuridico». “Ubi societas ibi ius” è anche il bel titolo assegnato alla raccolta di scritti di Storia del diritto del prof. Umberto Santarelli, curata da Andrea Landi.  Sulla benefica funzione della formula ubi societas, ibi ius, si può ricordare quella di Faustino De Gregorio. Egli ha puntualizzato che la teoria della pluralità degli ordinamenti giuridici che si fonda sulla formula «ubi societas ibi ius» è risultata essenziale per «svincolare totalmente l'ordinamento canonico da quello civile».
Invece un altro scritto recente, elaborato dal prof. Piero Bellini, esprime un'opinione altamente critica sulla reale validità di una delle due formule. Quella secondo cui  “Ubi societas ibi ius”. Il dissenso si percepisce già dal titolo assegnato a questo studio: “Ubi societas ibi societas”. Questo saggio assai corposo, però, non apporta indizi nuovi circa l'aggiudicazione del conio delle due formule (“Ubi societas ibi ius”. “Ubi ius ibi societas”).
Altra posizione critica è quella di Riofrio, per il quale non è necessaria una società molto popolosa perché esista il diritto. Per il rapporto giuridico basico o primario (in cui la legge è verificata) sono sufficienti soltanto due persone: un creditore e un debitore, qualcuno a cui un altro deve qualcosa in giustizia. Ad esempio, sebbene Robinson Crusoe fosse un cittadino britannico con tutti i diritti riconosciuti dalla Magna Carta, in realtà non aveva nessun diritto quando viveva da solo nella sua isola. Solo quando è arrivato Venerdì ha potuto chiedere ad un altro il rispetto dei suoi diritti. Quindi, la massima deve essere corretta: "dove ci sono due soggetti, c'è legge".